# Рейнська провінція
Рейнська провінція (нім. Rheinprovinz), також знана як Рейнська Пруссія (нім. Rheinpreußen) — адміністративно-територіальне утворення, найзахідніша провінція Королівства Пруссії та Вільної держави Пруссія, що існувала з 1822 до 1946 року.

## Історія
Рейнська провінція створена шляхом об'єднання Великого князівства Нижній Рейн та провінції Юліх-Клеве-Берг зі столицею в Кобленці. У військовому розподілу Німецької імперії провінція об'єднувалася разом з провінцією Гогенцоллерн.
На півночі провінція межувала з Нідерландами, на сході з прусськими провінціями Вестфалія та Гессен-Нассау, а також Великим герцогством Гессенським. На південному сході адміністративні кордони утворення проходили з Пфальцом (належав до Баварії), а на півдні та південному заході з Ельзасом та Лотарингією (після їхнього входження до Німецької імперії). Західна частина прусської провінції простягалася поздовж інших держав — Люксембургом, Бельгією та Нідерландами.

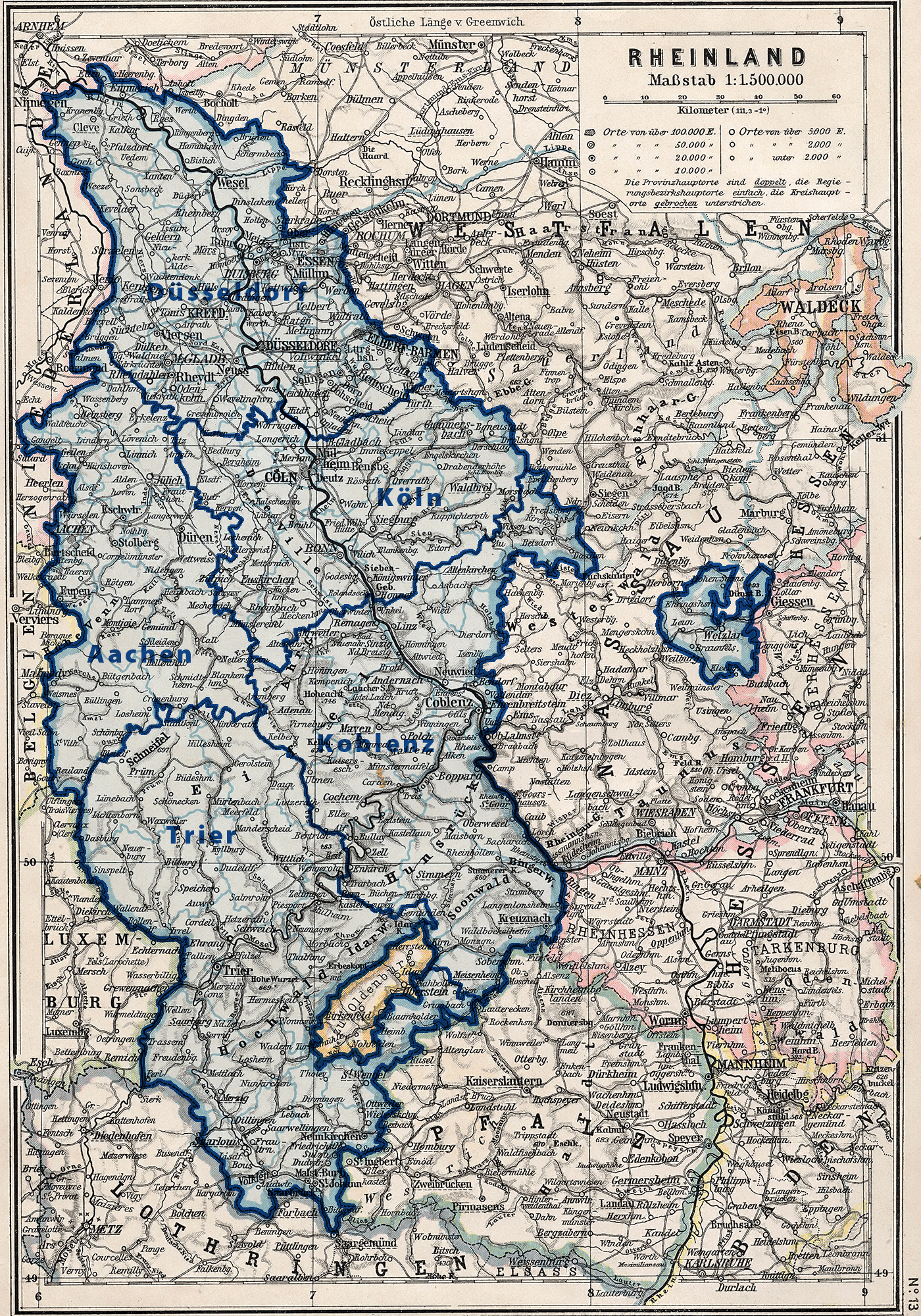
Карта Рейнської провінції 1905 року.

Невеличкий ексклав Ветцлар, що був затиснутий між Великими герцогствами Гессен-Нассау та Гессен-Дармштадт, адміністративно належав Рейнській провінції. Водночас невеличкий округ Біркенфельд був анклавом Великого герцогства Ольденбурзького, окремої територіальної одиниці Німецької імперії.
На 1911 рік, загальна площа провінції становила 10 423 км2, з півночі та південь вона простягалася на 200 км, а завширшки була максимально 90 км.
За оцінками 1905 року населення утворення було 6 435 778, зокрема 4 472 058 католицького віросповідання, 1 877 582 протестантів та 55 408 юдеїв. Лівий берег Рейну переважно населяли прибічники католицької церкви, у той час, як на правому — половину населення становили протестанти. Більшість всього населення провінції були німцями, хоча декілька сіл та містечок на півночі мали громадян голландського походження. На заході та півдні поздовж кордонів (переважно в Саарланді) існували невеличкі французькі комуни, водночас в індустріальних регіонах Рура було багато вихідців з польських земель зі східних провінцій імперії.